# Långsköld

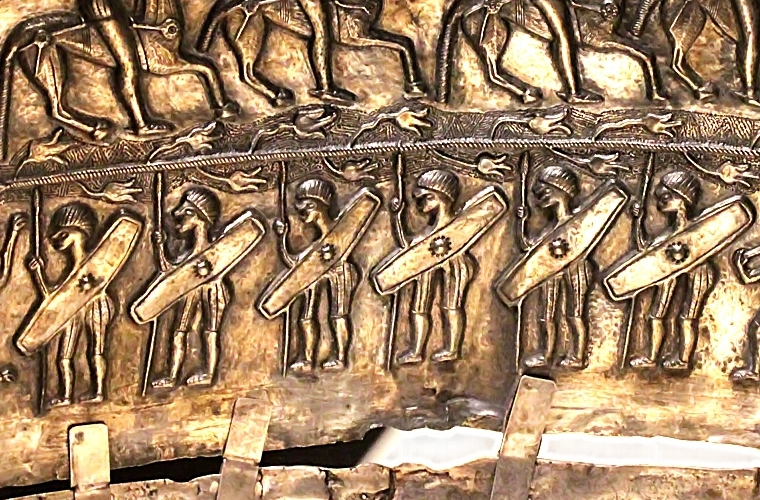
Germanska krigare med långsköldar på Gundestrupskitteln (300 f.Kr.–300 e.Kr.).

Långssköld är i allmänhet en sköld med lång utdragen form och finns historiskt runt om hela världen.

## Oval långsköld
Ovala långsköldar har historiskt förekommit runt om hela världen. Det var en vanlig sköldform i järnålderns Europa och mellanöstern.
I södra Afrika har krigsstammar, särskilt ngunifolket, länge använt ovala sköldar av utspänt läder, ibland kallade ngunisköld(en) (zuluspråket: isihlangu, ihawu or ingubha, xhosa: ikhaka, ikhawu), såsom det ökända zulufolket, vilka lyckades föra krig mot den teknologiskt överlägsna brittiska imperiet under anglo-zulukriget, även om de inte vann. Sköldtypen är ikonisk i södra Afrika och används exempelvis på Eswatinis flagga.

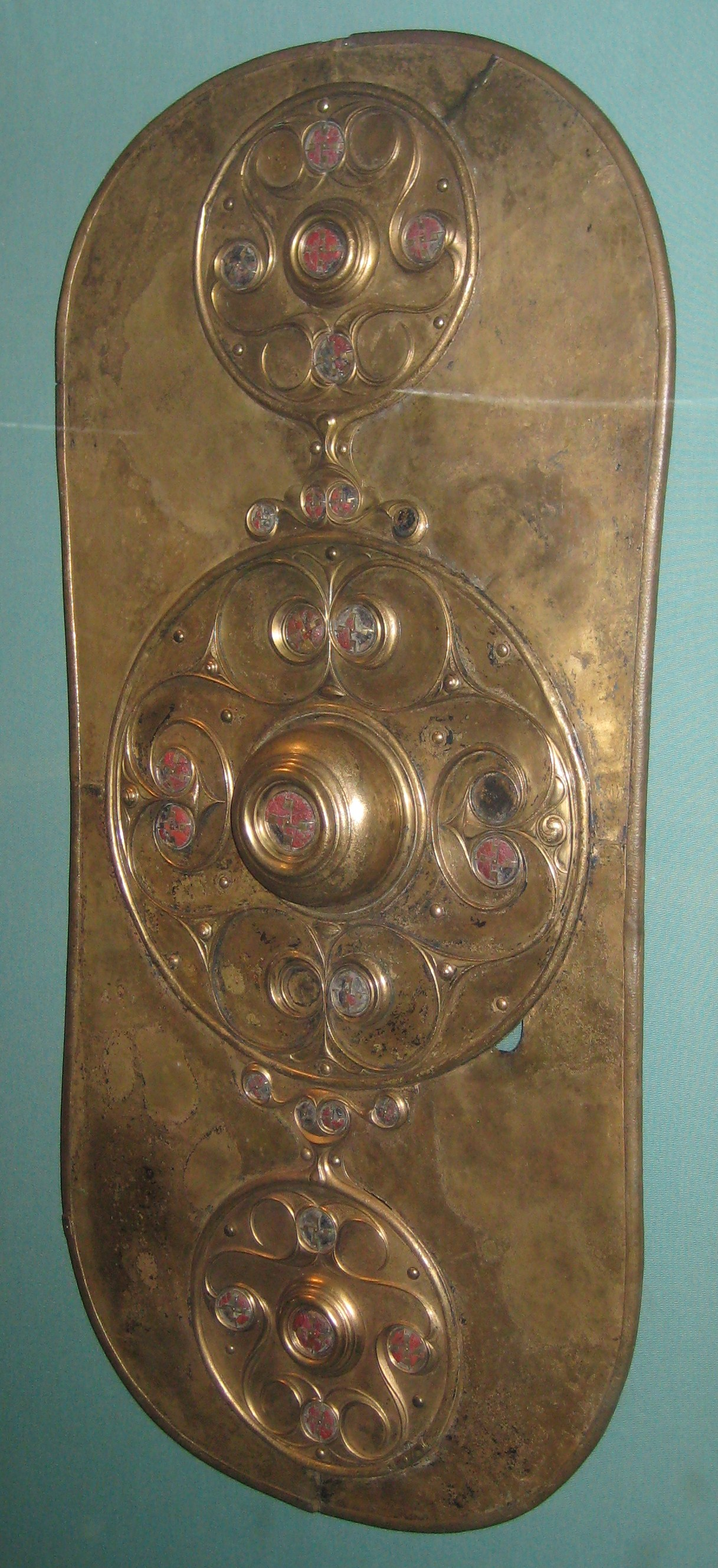
Keltisk oval långsköld i brons (batterseaskölden(en)) från järnåldern (runt 350–50 f.Kr.).
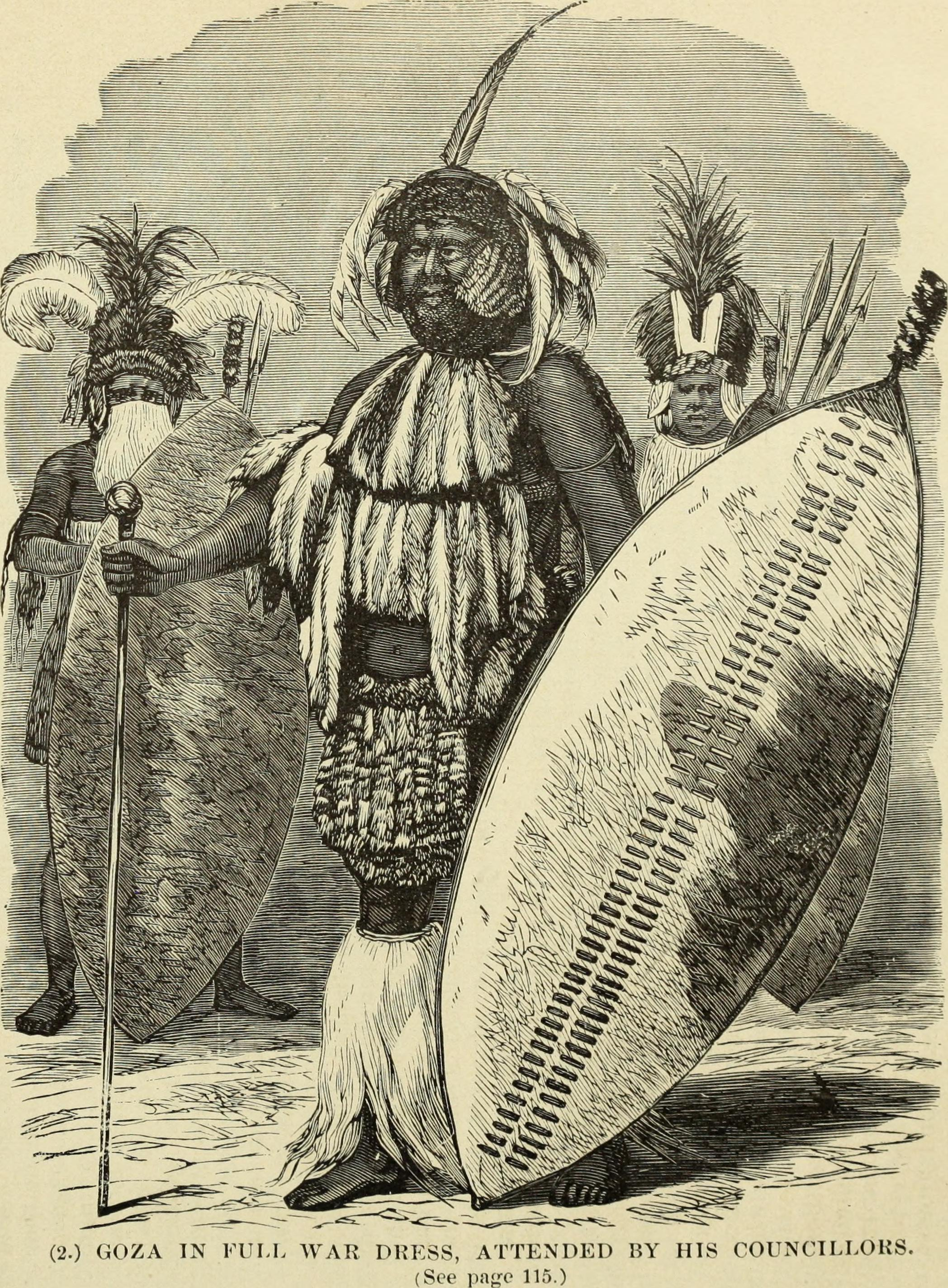
Afrikansk långsköld i läder.
Eswatinis flagga som flyger en afrikansk långsköld.

## Droppsköld
Droppskölden är en långsköld formad som en vattendroppe. Typen började användas i Europa under sen vikingatid och konstruerades då likt den vikingatida rundskölden med lodrätt mittgrepp och sköldbuckla. Den blev senare nedkortad i takt med att kroppsskydd blev bättre och konverterad till armsköld med spänne för att kunna hängas på underarmen, slutligen ej längre en långsköld, ibland kallad trekantssköld beroende på sin form.

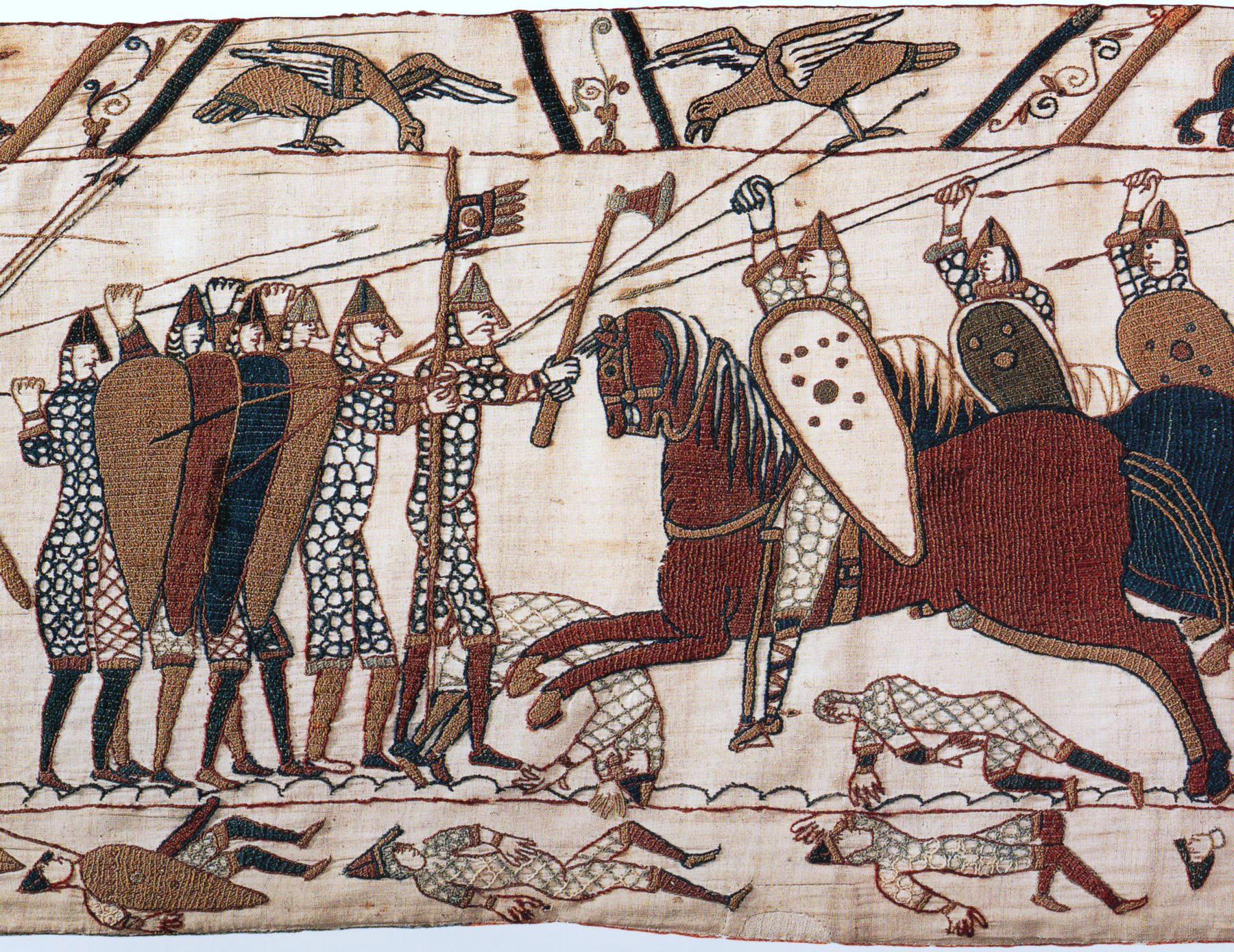
Senvikingatida droppsköld på bayeuxtapeten (sent 1000-tal).
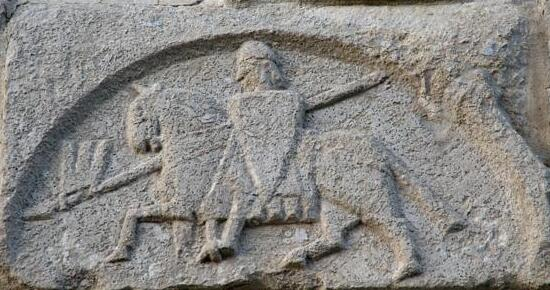
Ryttare med droppsköld och lans med baner (Väte kyrka, Gotland. 1100-tal).
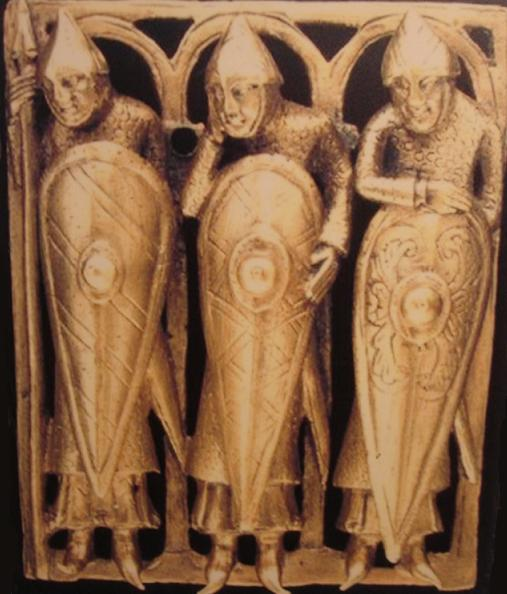
Riddare med droppsköld på Temple Pyx(en), en minnestavla i brons från 1100-talet.
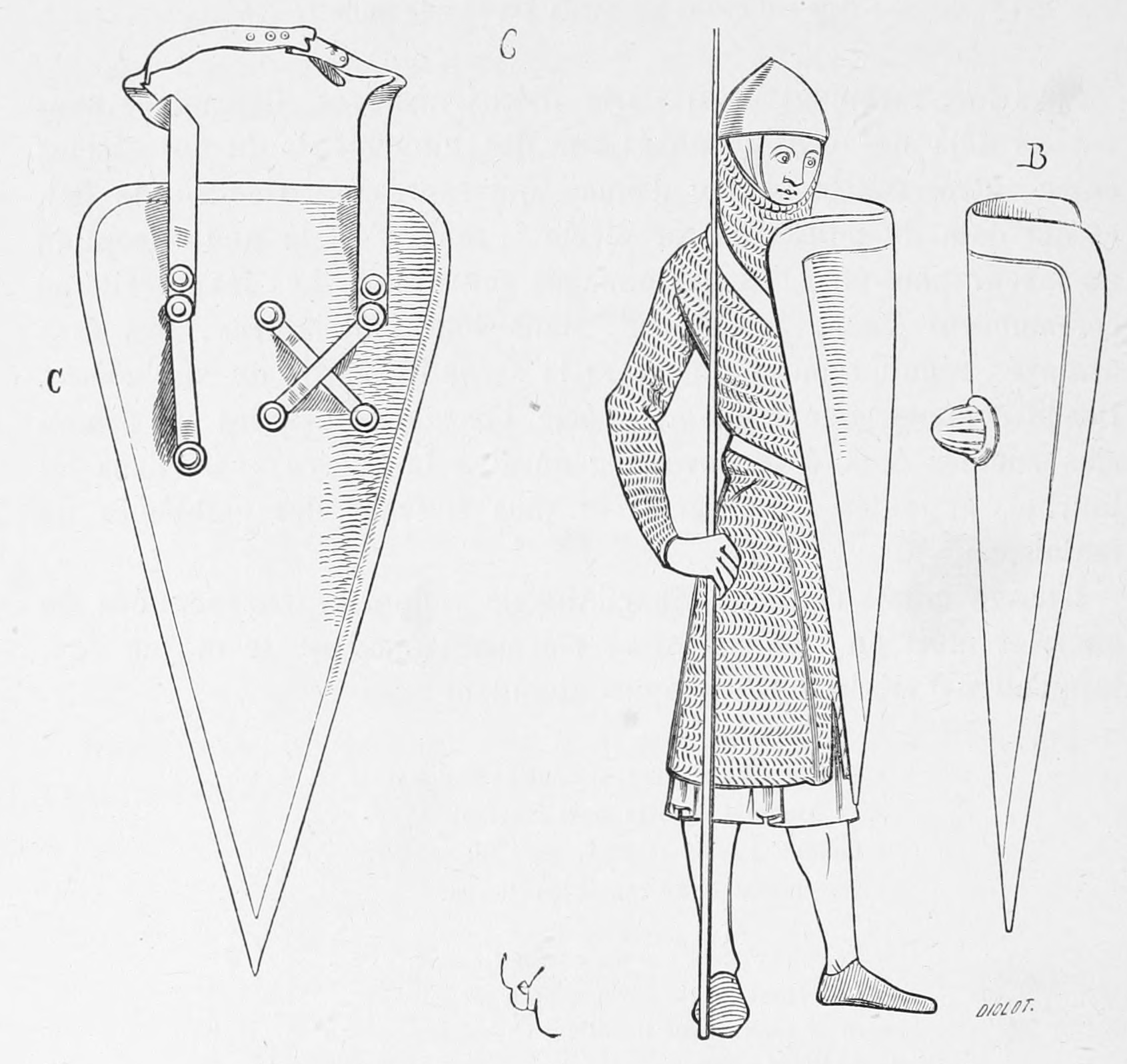
Högmedeltida droppsköld med nedskuren överkant och armsköldspänne.

## Sättsköld
Sättsköldar (jämför tyska: Setzschild) är kroppstäckande långsköldar för fotsoldater som i regel sätts ned på marken som en flyttbar barriär, ibland försedd med ett spett eller spets nedtill. Sådana förekom redan under antiken hos den mykenska kulturen som spred principen vidare. Under medeltiden togs principen åter i bruk och vidareutvecklades till en speciell, fabrikstillverkad typ, den så kallade ”pavesen”.

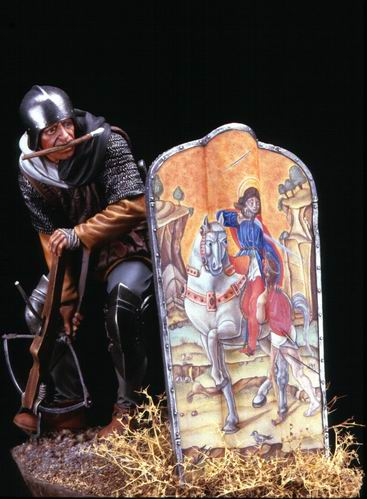
Modell som visar funktionen av en sättsköld (pavese).
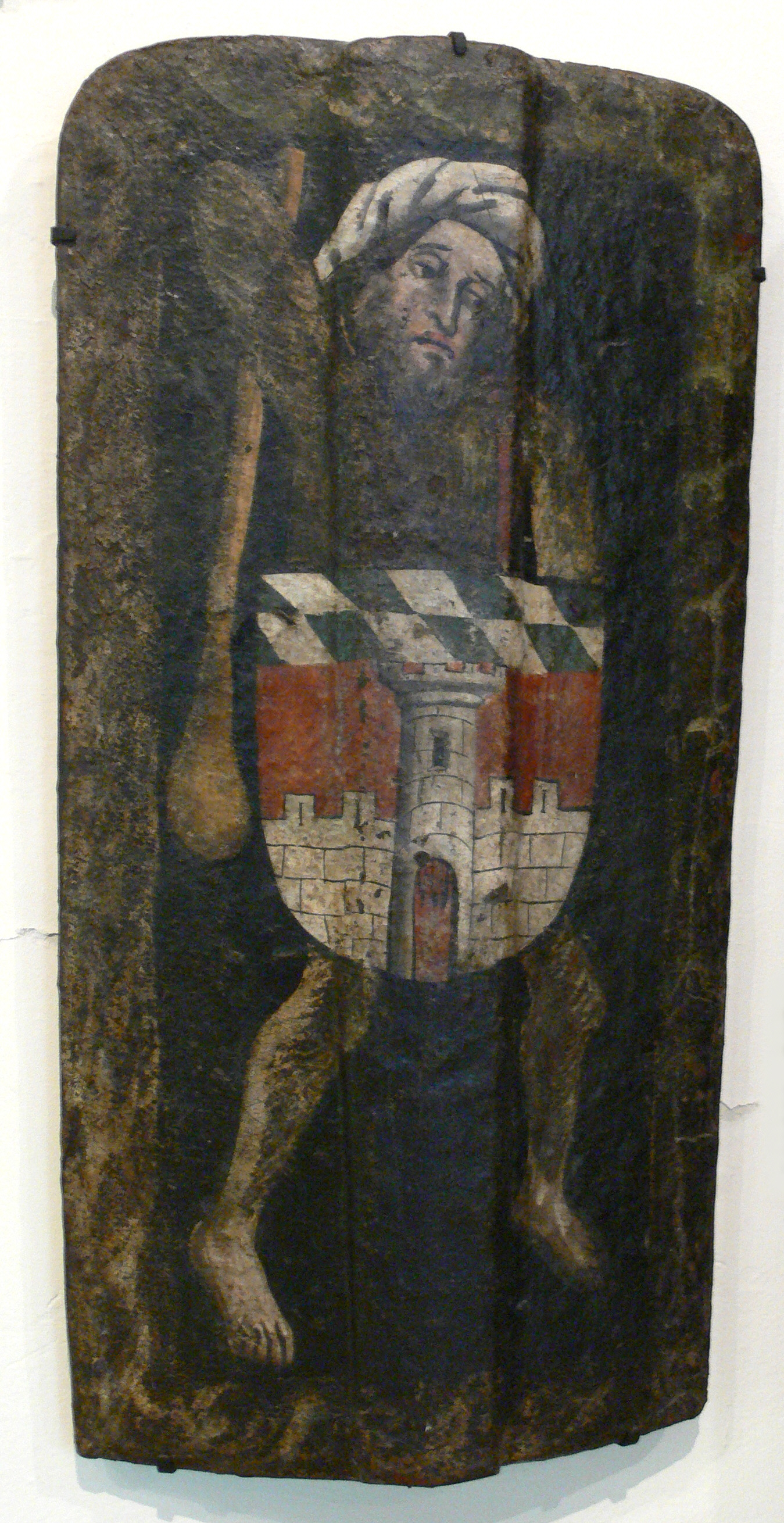
Medeltida pavese från 1450 dekorerad med en jätte väpnad med påk.